# Formicococcus greeni
Formicococcus greeni är en insektsart som först beskrevs av Albert Vayssière 1914.  Formicococcus greeni ingår i släktet Formicococcus och familjen ullsköldlöss.
Artens utbredningsområde är Madagaskar. Inga underarter finns listade i Catalogue of Life.